# Adulescens
Adulescens sind eine deutsche Indie-Rock-Band aus Aichach bei Augsburg.

## Geschichte
Nach ersten gemeinsamen musikalischen Erfahrungen in diversen Schulbands gründeten sich Adulescens im Jahr 2009 in bis heute anhaltender Besetzung. 2011 gewann die Band den Augsburger Contest „Band des Jahres“ und setzte sich in noch jungem Alter gegen 70 andere Bands aus Südbayern durch. Im folgenden Jahr unterschrieb die Band einen Plattenvertrag beim Kulmbacher Label AdP Records für die Veröffentlichung einer EP.
2013 veröffentlichten Adulescens ihre gleichnamige EP und spielten nach einigen Konzerten in ganz Deutschland auch diverse Support-Shows für Bands wie Steaming Satellites, Mew und Efterklang.
Von 2014 bis 2016 arbeitete die Band an ihrem Debüt-Album und begann die Zusammenarbeit mit dem Berliner Label „ListenCollective“. Im Oktober 2016 veröffentlichten Adulescens ihre erste LP mit dem Titel Ataxia. Große Aufmerksamkeit erlangte die Gruppe dabei durch ihre binauralen Kopfhörer-Konzerte, die sie in ganz Deutschland an unterschiedlichsten Orten spielte. Im Sommer 2017 spielten Adulescens das bisher größte Kopfhörer-Konzert auf einem Open-Air Gelände, auf dem Marienplatzfest in Stuttgart, mit 1000 Funkkopfhörern. Gebucht wird die Band über die Hamburger Booking-Agentur Grand Hotel van Cleef Booking.
Im Kinofilm Whatever Happens steuerten Adulescens für eine Tanz-Szene ihren Song No New Answers bei.
Seit November 2017 arbeitet die Band an einem neuen Album.

## Diskografie
- 2013: Adulescens (EP)
- 2016: Ataxia (Album)